# سیارک ۴۴۰۰۵
سیارک ۴۴۰۰۵ (به انگلیسی: 44005 Migliardi، نامگذاری:1997SY3) چهل و چهار هزار و پنجمین سیارک کشف شده‌است که در ۲۵ سپتامبر ۱۹۹۷ کشف شد.